# Citronella colombiana
Citronella colombiana är en järneksväxtart som beskrevs av José Cuatrecasas. Citronella colombiana ingår i släktet Citronella och familjen Cardiopteridaceae. Inga underarter finns listade i Catalogue of Life.